# Katrin Leumann

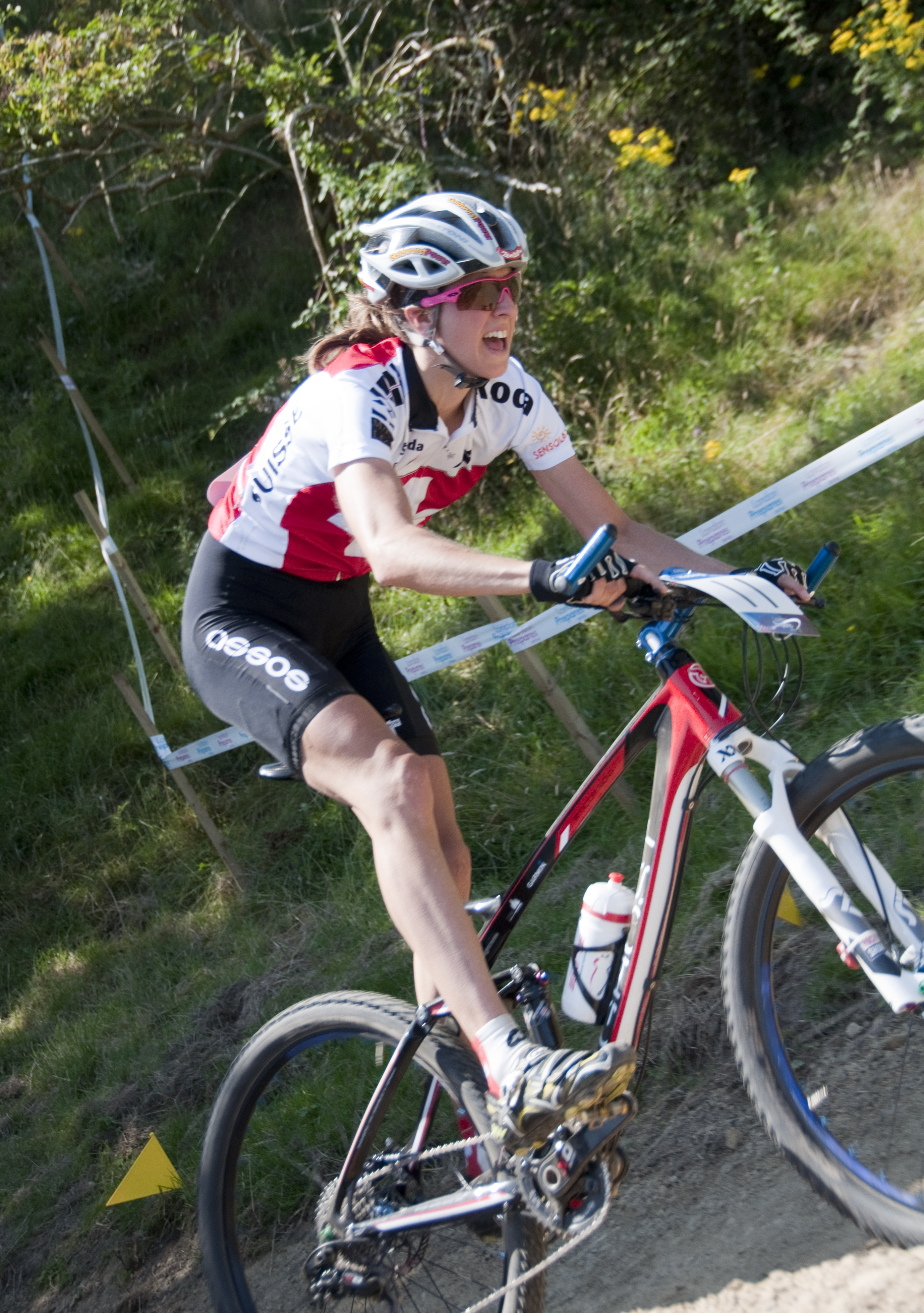
Katrin Leumann

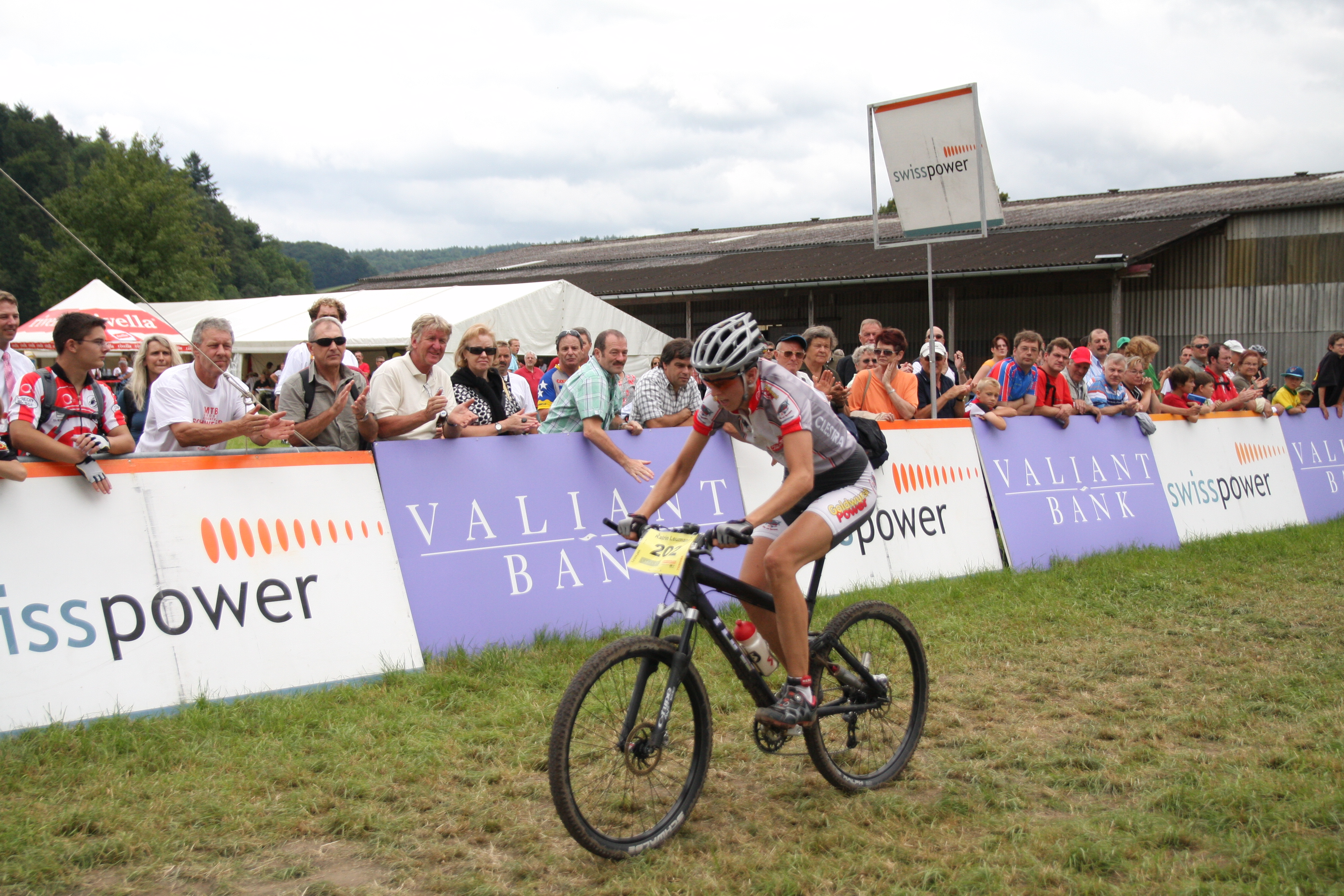
Katrin Leumann an den Schweizer Meisterschaften 2008

Katrin Leumann (* 8. Februar 1982 in Basel) ist eine ehemalige Schweizer Mountainbikerin und Querfeldein-Fahrerin. 

## Biografie
Katrin Leumann begann mit dem Biken im Alter von 15 Jahren, als sie zur Konfirmation ein Mountainbike erhielt. Mehrere Jahre fuhr sie in der Kategorie Fun, auch weil die Kategorie U-23 bei den Damen erst 2006 eingeführt wurde, als sie bereits zu alt war. Als erste Topplatzierung erreichte sie 2003 beim Weltcup-Rennen in St. Wendel Platz zehn. 2004 wurde sie erstmals Schweizer Meisterin im Cross-Country, ein Erfolg, den sie 2008 und 2009 wiederholen konnte. Bei den Olympischen Spielen 2004 in Athen wurde sie einen Tag vor dem Cross-Country-Rennen als Ersatz für die verletzte Petra Henzi eingeflogen. Leumann belegte schliesslich Platz 19.
Ihren bisher grössten Erfolg erzielte sie 2010, als sie an den UEC-Mountainbike-Europameisterschaften in Haifa die Goldmedaille im Olympischen Cross-Country sowie mit der Staffel gewann. Bei den Mountainbike-Weltmeisterschaften 2010 in Mont Sainte-Anne holte sie ebenfalls Gold mit der Schweizer Staffel.
Seit 2011 fuhr Leumann für das Ghost Factory Racing Team, nachdem sie zuvor einige Jahre als Einzelfahrerin im Weltcup mitgefahren war. Im Jahr 2012 gewann sie noch einmal Silber bei den Europameisterschaften im Staffelrennen. 2012 qualifizierte sie sich das zweite Mal für die Olympischen Spiele, im Cross-Country belegte sie erneut den 19. Platz.
Neben Mountainbike fuhr Leumann auch Querfeldein-Rennen. 2007 wurde sie Schweizer Meisterin, und in den Jahren 2008 bis 2012 wurde sie jeweils Zweite.
Im Vorfeld der Mountainbike-Weltmeisterschaften in Lenzerheide gab Leumann aufgrund ihrer Schwangerschaft den Rücktritt vom Profisport bekannt.
Katrin Leumann ist Mitglied des Velo-Clubs Riehen. 2010 erhielt sie den Sportpreis der Gemeinde Riehen. Sie ist gelernte Kindergärtnerin und Unterstufenlehrerin und wohnt in Riehen.

## Ehrungen
- 2010 Mitglied der «Mannschaft des Jahres» bei den Swiss Cycling Awards

## Erfolge
| 2004 - Schweizer Meisterin – Cross-Country XCO 2007 - Schweizer Meisterin – Cyclocross 2008 - Schweizer Meisterin – Cross-Country XCO 2009 - Schweizer Meisterin – Cross-Country XCO | 2010 - Europameisterin – Cross-Country XCO - Europameisterin – Staffel XCR 2011 - Weltmeisterin – Staffel XCR 2012 - Europameisterschaften – Staffel XCR 2013 - Schweizer Meisterin – Cross-Country XCO |